# Präsident des Legislativrates von Hongkong
Der Präsident des Legislativrats der Sonderverwaltungszone Hongkong, kurz LegCo-Präsident (chinesisch 中華人民共和國香港特別行政區 立法會主席 / 中华人民共和国香港特别行政区立法会主席, kurz 立法會主席 / 立法会主席) ist der Präsident des Parlaments der Sonderverwaltungszone Hongkong.
Um LegCo-Präsident zu werden, muss man mindestens 40 Jahre alt sein und einen ständigen Wohnsitz in der Sonderverwaltungszone Hongkong haben. Von 1843 bis 1993 hatte der jeweilige Gouverneur die Position inne. Derzeitiger Amtsinhaber ist seit dem 12. Oktober 2016 das Pro-Peking-orientierte-Legislativratsmitglied Andrew Leung der Partei Business and Professionals Alliance for Hong Kong (BPA).